# 白萩郵便局

中新川郡白萩村折戸部落地図。郵便局は交叉点の角にあった。

白萩郵便局（しらはぎゆうびんきょく）は、富山県中新川郡上市町折戸にあった郵便局。無集配特定郵便局であった。

## 歴史

### 初代郵便局
白萩郵便局が最初に設けられたのは、1916年（大正5年）12月1日のことであった。当時、中新川郡白萩村はモリブデンを採掘していた小黒部鉱山の玄関口であり、農商務省鉱山局編纂の記録によれば、この鉱山への交通は鉄道や船運が利用できないため不便であり、中新川郡滑川町より早月川を西北に眺めながら白萩村へ至り、そこから徒歩で山越えをしてようやく同鉱山へ至っていた。こうした状況において同鉱山経営者の請願により、白萩郵便局は開設されることとなったのである。請願は大正4年勅令第215号に基づき行われたのであるが、この勅令は時代の進展に伴う通信施設整備のため、郵便局開設請願への道を開いたものであり、富山県下においては初めての同令にかかる郵便局開設となった。木暮理太郎の1916年（大正5年）の記録によれば、この頃の小黒部鉱山周辺は鉱山発展のために新道が整備され、ダイナマイトの轟音が響きわたり、馬場島には鉱山の派出所が建設され、電話もここまでは通じていたという。農商務省の記録においても白萩滑川間には私設電話が許可されていたとある。
しかし、小黒部鉱山ははやくも1918年（大正7年）の秋に休山し、以降1944年（昭和19年）6月まで再開されることはなかった。1921年（大正10年）の大町桂月の記録によると、「小黒部鉱山の事務所の小屋が三四棟ある。廃鉱となつて、人は居なかつた」とあり、すでに人が離れていた様子がうかがわれる。白萩郵便局も1919年（大正8年）3月6日に廃止された。『紀元二千六百年記念 富山県遞信沿革史』は、「先きに請願に依つて新設を見た白萩局は其の要なきものとして廃停せられたことは意外であつた」としている。

### 郵便取扱所として復活
その後、1929年（昭和4年）4月21日に中新川郡白萩村に白萩郵便取扱所が開設され、郵便、為替、貯金、保険及び年金の取扱を開始した。郵便取扱所とは郵便取扱所規則（大正15年逓信省令第39号）に基づき、発展の遅れている地方の簡易な窓口として開設されていた機関であり、同村内の民家の一部を借り上げてこれを局舎とし事務を行った。1940年（昭和15年）12月1日には郵便取扱所規則が廃止され、三等郵便局となり、続いて1941年（昭和16年）2月1日の通信官署官制（大正13年勅令第273号）改正により郵便局の等級制が廃止され、特定郵便局となった。1942年（昭和17年）6月10日に木造平屋瓦葺の局舎を新築して同所へ移転し、終戦直後の1946年（昭和21年）12月1日に電話通話事務及び電報受付事務を開始、更に1947年（昭和22年）3月1日からは電報配達業務を担う局となった。

### 人口減少と廃止

白萩村の湶田における田植えの様子

1954年（昭和29年）5月10日に中新川郡白萩村は同郡上市町に編入された。この地区の水田は「湶（あわら）田」として知られており、浅い所でも腰まで、深い所では胸まで浸かって、時には背丈を超すような深さの泥濘を耕作していた。一見すると泥沼と大差ない湶田の耕作は困難な作業であり、人体に多大な負担を強いるとともに、収益性が極めて低く、それで農閑期に行う出稼ぎが部落民の収入の大半を占めていたのである。この傾向は特に昭和30年代から顕著となり、かつて炭焼と稲作が中心であった部落の経済は、次第に山村の資源を利用しない勤労所得を中心とするようになった。中学校を卒業した少年少女も、職を求めて部落を離れていく。家族構造の変容や炭焼の不振を端緒とした共同体の衰退も相俟って、この地区の人口減少は顕著なものとなっていった。伊折のようにすべての人々が村を離れてしまった場所も出てきた。
こうして地区全体の人口減少が進むなか、1975年（昭和50年）5月1日に白萩郵便局は廃止され、その業務は上市郵便局が承継することとなり、和文電報配達事務のみ上市電報電話局が引継ぐこととなった。同日より白萩簡易郵便局が開設されたが、これも1988年（昭和63年）11月1日に廃止され、その業務は上市郵便局が承継した。

### 年表
- 1916年（大正5年）12月1日 - 大正4年勅令第215号に基づく請願により、無集配三等郵便局として白萩郵便局を開設する[1]。
- 1919年（大正8年）3月6日 - 白萩郵便局を廃止し、その業務は上市郵便局が承継する[7]。
- 1929年（昭和4年）4月21日 - 白萩郵便取扱所を開設する[9]。
- 1940年（昭和15年）12月1日 - 三等郵便局となる[13]。
- 1941年（昭和16年）2月1日 - 特定郵便局となる[13]。
- 1942年（昭和17年）6月10日 - 木造平屋瓦葺の局舎を新築、同所へ移転する[13]。
- 1946年（昭和21年）12月1日 - 電話通話事務及び電報受付事務の取扱を開始する[13]。
- 1947年（昭和22年）3月1日 - 電報配達業務を開始する[13]。
- 1975年（昭和50年）5月1日 - 白萩郵便局を廃止し、和文電報配達事務は上市電報電話局、その他の業務は上市郵便局が承継する[20]。また、白萩簡易郵便局を開設する[23]。
- 1988年（昭和63年）11月1日 - 白萩簡易郵便局を廃止し、その業務は上市郵便局が承継する[22]。

## 脚註
1. 1 2 3 4  大正5年逓信省告示第1416号（『官報』、1916年（大正5年）11月24日）
2. 1 2 3  農商務省鉱山局編、『本邦重要鉱山要覧』、1918年（大正7年）12月、日本鉱業新聞社
3. ↑  富山呉西特定郵便局長会編、『紀元二千六百年記念 富山県遞信沿革史』（31頁）、1942年（昭和17年）8月、富山呉西特定郵便局長会
4. ↑  木暮理太郎、『山の憶ひ出 巻ニ』（388から389頁）、1948年（昭和23年）7月、福村書店
5. ↑  佐藤源郎・徳蔵勝治・菊池徹・千村勘、「富山県小黒部鉱山水鉛鉱床開発調査報告」、『地質調査所月報』第4巻第2号所収（75から81頁）、1953年（昭和28年）2月、工業技術院
6. ↑  大町桂月、『桂月全集 第三巻 紀行 ニ』（793頁）、1926年（大正15年）3月、興文社（桂月全集刊行会）
7. 1 2  大正8年逓信省告示第265号（『官報』、1919年（大正8年）3月5日）
8. ↑  富山呉西特定郵便局長会編、『紀元二千六百年記念 富山県遞信沿革史』（32頁）、1942年（昭和17年）8月、富山呉西特定郵便局長会
9. 1 2  昭和4年逓信省告示第1152号（『官報』、1929年（昭和4年）4月18日）
10. ↑  富山呉西特定郵便局長会編、『紀元二千六百年記念 富山県遞信沿革史』（218から219頁）、1942年（昭和17年）8月、富山呉西特定郵便局長会
11. 1 2  上市町誌編纂委員会編、『上市町誌』（459頁）、1970年（昭和45年）2月、上市町
12. ↑  逓信省編、『逓信事業史 第ニ巻』（71頁）、1940年（昭和15年）12月、逓信協会
13. 1 2 3 4 5 6 7 8 9  上市町誌編纂委員会編、『上市町誌』（1099頁）、1970年（昭和45年）2月、上市町
14. ↑  昭和15年逓信省令第67号及び昭和15年逓信省告示第3137号（『官報』、1940年（昭和15年）11月18日）
15. ↑  昭和16年勅令第95号（『官報』、1941年（昭和16年）1月29日）
16. ↑  文化財保護委員会編、『田植の習俗 2 茨城・富山』（107から112頁）、1967年（昭和42年）3月、平凡社
17. 1 2 3  秋山健二郎・森秀人編、『恐るべき労働 第四巻』（75から80頁）、1961年（昭和36年）12月、三一書房
18. 1 2  長谷川宏ニ、「山村社会の動態分析」、『農業技術研究所資料 H（経営土地利用）』第19号所収（19から38頁）、1972年（昭和47年）1月、農林省農業技術研究所
19. ↑  佐伯邦夫、「剣岳地名大辞典」、『立山カルデラ研究紀要』第13号、2012年（平成24年）、富山県立山カルデラ砂防博物館
20. 1 2  昭和50年郵政省告示第236号（『官報』、1975年（昭和50年）4月10日、大蔵省印刷局）
21. ↑  昭和56年郵政省告示第765号（『官報』、1981年（昭和56年）10月5日）
22. 1 2  昭和63年郵政省告示第713号（『官報』、1988年（昭和63年）10月19日）
23. ↑  渡辺宜照編、『簡易郵便局 局名全記録 簡易局のすべて』（62頁）、1981年（昭和56年）8月、消印同好会